# Grallaria erythrotis
Pita-formigueira-de-faces-ruivas ou torom-de-cara-ruiva (Grallaria erythrotis) é uma espécie de ave da família Formicariidae.
É endémica da Bolívia.
Os seus habitats naturais são: regiões subtropicais ou tropicais húmidas de alta altitude e florestas secundárias altamente degradadas.